# Egypte op de Olympische Zomerspelen 1912
Egypte nam voor het eerst deel aan de Olympische Spelen tijdens de Olympische Zomerspelen 1912 in Stockholm, Zweden.

## Medailles
Egypte won geen medailles in Stockholm.

## Deelnemers

### Schermen
| Olympiër        | Discipline | Resultaat  | Prestatie |
| --------------- | ---------- | ---------- | --------- |
| Ahmed Hassanein | degen (m)  | 1ste ronde |           |
| Ahmed Hassanein | floret (m) | 1ste ronde |           |

Australazië · België · Bohemen · Canada · Chili · Denemarken · Duitsland · Egypte · Finland · Frankrijk · Griekenland · Groot-Brittannië · Hongarije · IJsland · Italië · Japan · Luxemburg · Nederland · Noorwegen · Oostenrijk · Portugal · Rusland · Servië · Turkije · Verenigde Staten · Zuid-Afrika · Zweden · Zwitserland